# 시나가와 (도쿄도)

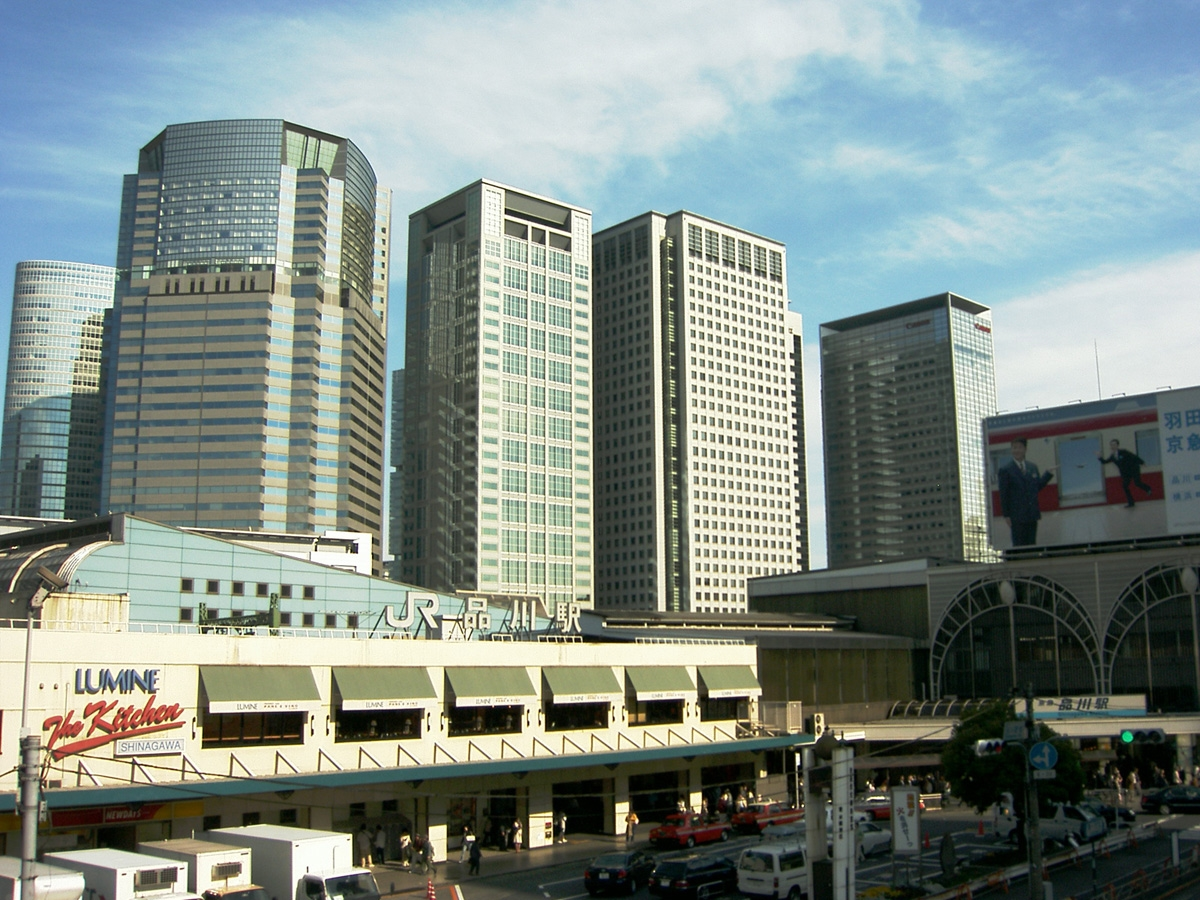
시나가와역과 초고층 빌딩

시나가와(일본어: 品川)는 일본 도쿄도 시나가와구 북부에 있는 시나가와 지구를 가리키는 명칭이나 미나토구에 위치한 시나가와역 주변을 포함할 수도 있다.

## 개요
원래는 메구로강 하류에서부터 하구 부근 일대를 가리키는 명칭으로 시나가와라고 불렀다. 메이지 시대에 시나가와역이 그 일대에서부터 북쪽에 설치되었기 때문에 현재 시나가와로 불리는 지역은 그 철도역 주변도 포함될 수 있다.

## 행정상 지명
- 기타시나가와
- 니시시나가와
- 미나미시나가와
- 히가시시나가와
- 히로마치(동네 이름에 '시나가와'가 없다)